# پلوملک
پلوملک (به فرانسوی: Plumelec) یک کمون در فرانسه است که در canton of Saint-Jean-Brévelay واقع شده‌است.

## خصوصیات
پلوملک ۵۸٫۳۶ کیلومترمربع مساحت و ۲٬۳۳۷ نفر جمعیت دارد.

## نگارخانه

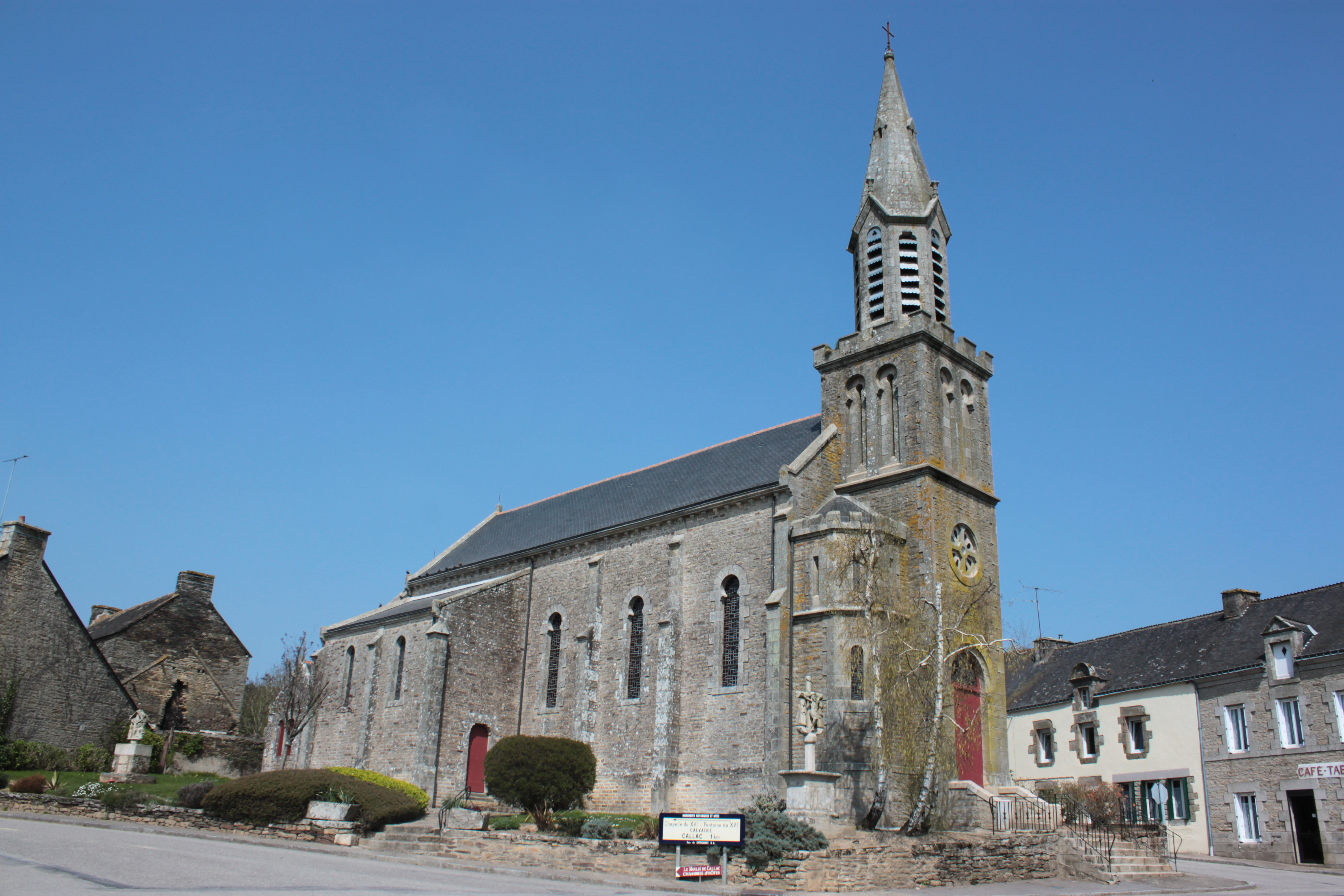
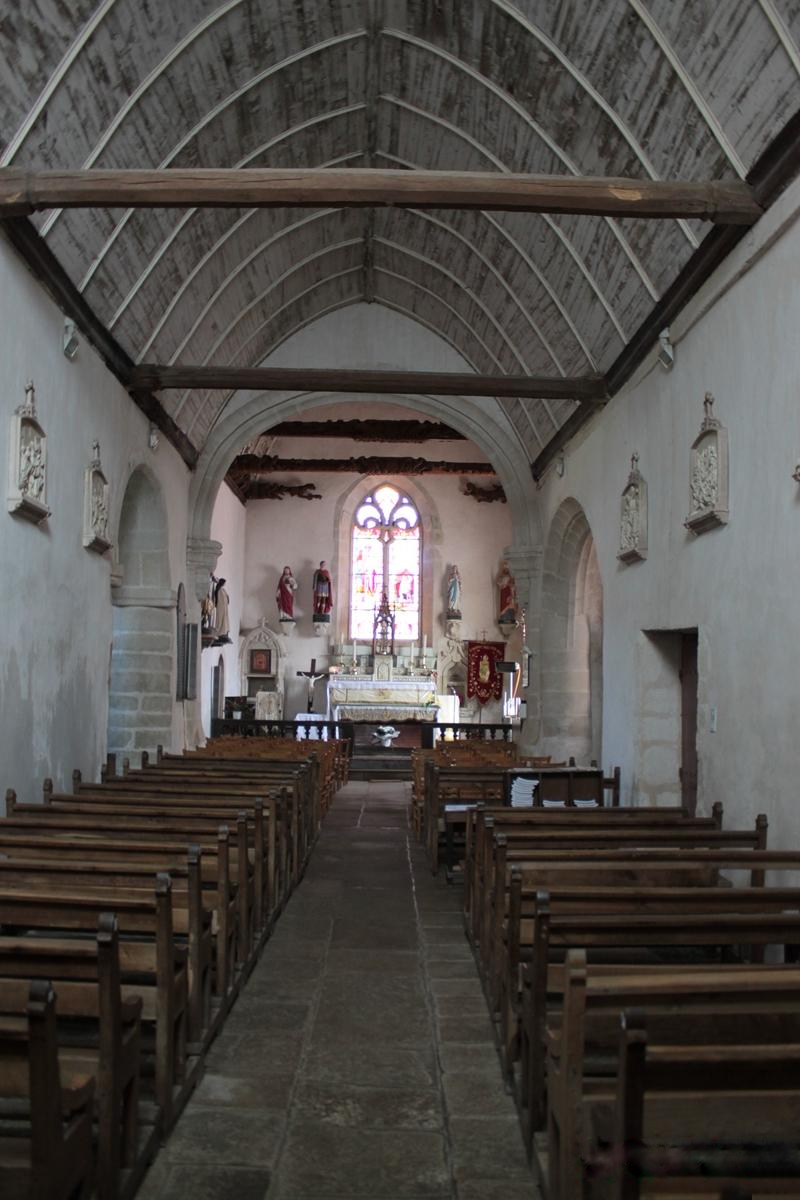